# Dahnen

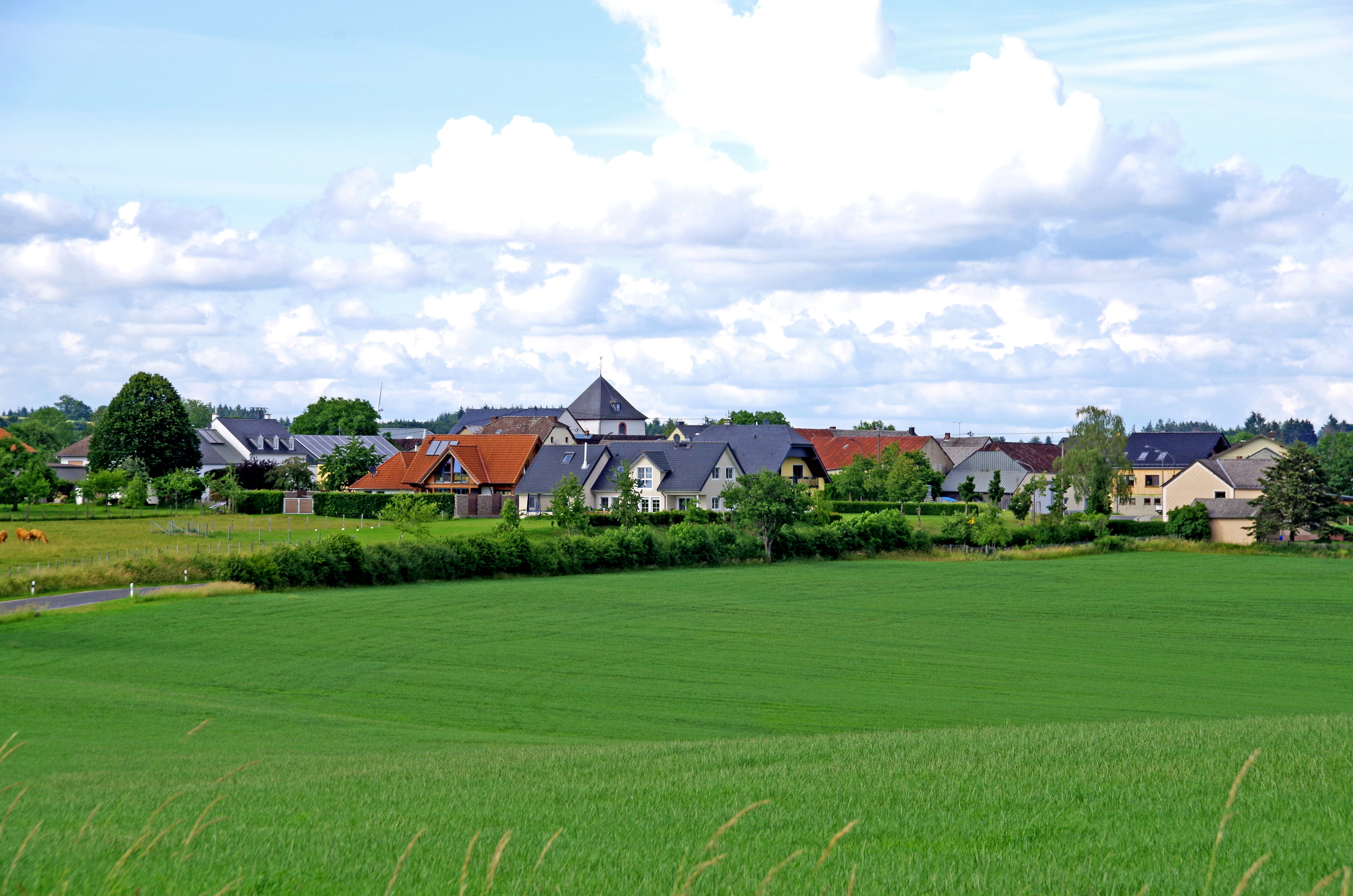
Dahnen

Dahnen ist eine Ortsgemeinde im Eifelkreis Bitburg-Prüm in Rheinland-Pfalz. Sie gehört der Verbandsgemeinde Arzfeld an.

## Geographische Lage
Der Ort liegt im Deutsch-Luxemburgischen Naturpark westlich von Daleiden und nördlich des Grenzorts Dasburg an der deutsch-luxemburgischen Grenze. Die Hälfte des Gemeindegebietes ist von Wald bestanden, etwas weniger als die Hälfte wird als Landwirtschaftsfläche genutzt.
Zu Dahnen gehören auch die Wohnplätze Beielsnack, Hagebeil, Steinkaulsmühle, Stephanshof und Tentismühle sowie die Weiler Karschelt und Wehrbüsch.
Nachbarorte von Dahnen sind die Ortsgemeinden Sevenig im Norden, Roscheid und Eschfeld im Nordosten, Reipeldingen und Daleiden im Osten, Dasburg im Süden sowie – auf der anderen Seite der Our – die luxemburgische Gemeinde Clerf mit ihren Ortschaften Kalborn, Heinerscheid, Fischbach und Roder im Westen.

## Geschichte
Der Ort wurde erstmals 1331 als Doynden erwähnt.
Bis 1794 gehörte die Ortschaft zur Meierei Daleiden in der Herrschaft Dasburg im Herzogtum Luxemburg. Während der französischen Verwaltung (1795–1814) wurde Dahnen von der Mairie Dasburg verwaltet und gehörte zum Kanton Clervaux im Arrondissement Diekirch des Departements der Wälder. Nach der Niederlage Napoleons wurde das ehemals luxemburgische Gebiet östlich der Sauer und der Our im Jahr 1815 auf dem Wiener Kongress dem Königreich Preußen zugeordnet. Damit kam die Gemeinde Dahnen 1816 zum Kreis Prüm im Regierungsbezirk Trier in der Provinz Großherzogtum Niederrhein, die 1822 in der preußischen Rheinprovinz aufging. Aus der Mairie wurde die Bürgermeisterei Dasburg (ab 1927 Amt Dasburg), das 1936 mit anderen Ämtern zur Amt Daleiden-Leidenborn zusammengelegt wurde.
Nach dem Ersten Weltkrieg zeitweise französisch besetzt und nach dem Zweiten Weltkrieg der französischen Besatzungszone zugeordnet, ist der Ort seit 1946 Teil des damals neu gebildeten Landes Rheinland-Pfalz. Im Rahmen der Auflösung der Ämter im Rahmen der rheinland-pfälzischen Gebiets- und Verwaltungsreform kam Dahnen 1970 zur Verbandsgemeinde Arzfeld.
Bevölkerungsentwicklung
Die Entwicklung der Einwohnerzahl von Dahnen, die Werte von 1871 bis 1987 beruhen auf Volkszählungen:
| Jahr | Einwohner |
| ---- | --------- |
| 1815 | 400       |
| 1835 | 547       |
| 1871 | 659       |
| 1905 | 534       |
| 1939 | 1250      |
| 1950 | 516       |
| 1961 | 438       |

| Jahr | Einwohner |
| ---- | --------- |
| 1970 | 429       |
| 1987 | 380       |
| 1997 | 371       |
| 2005 | 369       |
| 2011 | 320       |
| 2017 | 316       |
| 2023 | 340       |

## Politik

### Gemeinderat
Der Gemeinderat in Dahnen besteht aus acht Ratsmitgliedern, die bei der Kommunalwahl am 9. Juni 2024 in einer Mehrheitswahl gewählt wurden, und dem ehrenamtlichen Ortsbürgermeister als Vorsitzendem.

### Wappen
| Wappen von Dahnen | Blasonierung: „Von Gold über Blau durch Winkelschnitt zum Schildfuß geteilt, oben ein schwarzer, rot bewehrter Adlerkopf.“ |
| Wappen von Dahnen | Wappenbegründung: Die Farbe Gold symbolisiert die jahrhundertelange Zugehörigkeit zum Hause Nassau-Oranien, in dessen Besitz die Herrschaft Dasburg war. Der Winkel weist auf den Ortsnamen hin, der sich von „Denne“, für Tal oder Senke, ableitet. Der Adlerkopf steht für den Heiligen Servatius, dem Kirchen- und Ortspatron von Dahnen. Der Entwurf des Wappens stammt von Bürgermeister a. D. Karl Becker aus Malberg. Die Bezirksregierung Trier erteilte der Ortsgemeinde am 9. Oktober 1981 die Genehmigung zur Führung dieses Wappens. |

## Sehenswürdigkeiten
- Pfarrkirche St. Servatius und St. Matthias mit Turm, vermutlich im 13. Jahrhundert erbaut
- Kapelle St. Kosmas und Damian mit Ehrenfriedhof der Ortsgemeinde Dahnen
- Felsgruppe Königslay

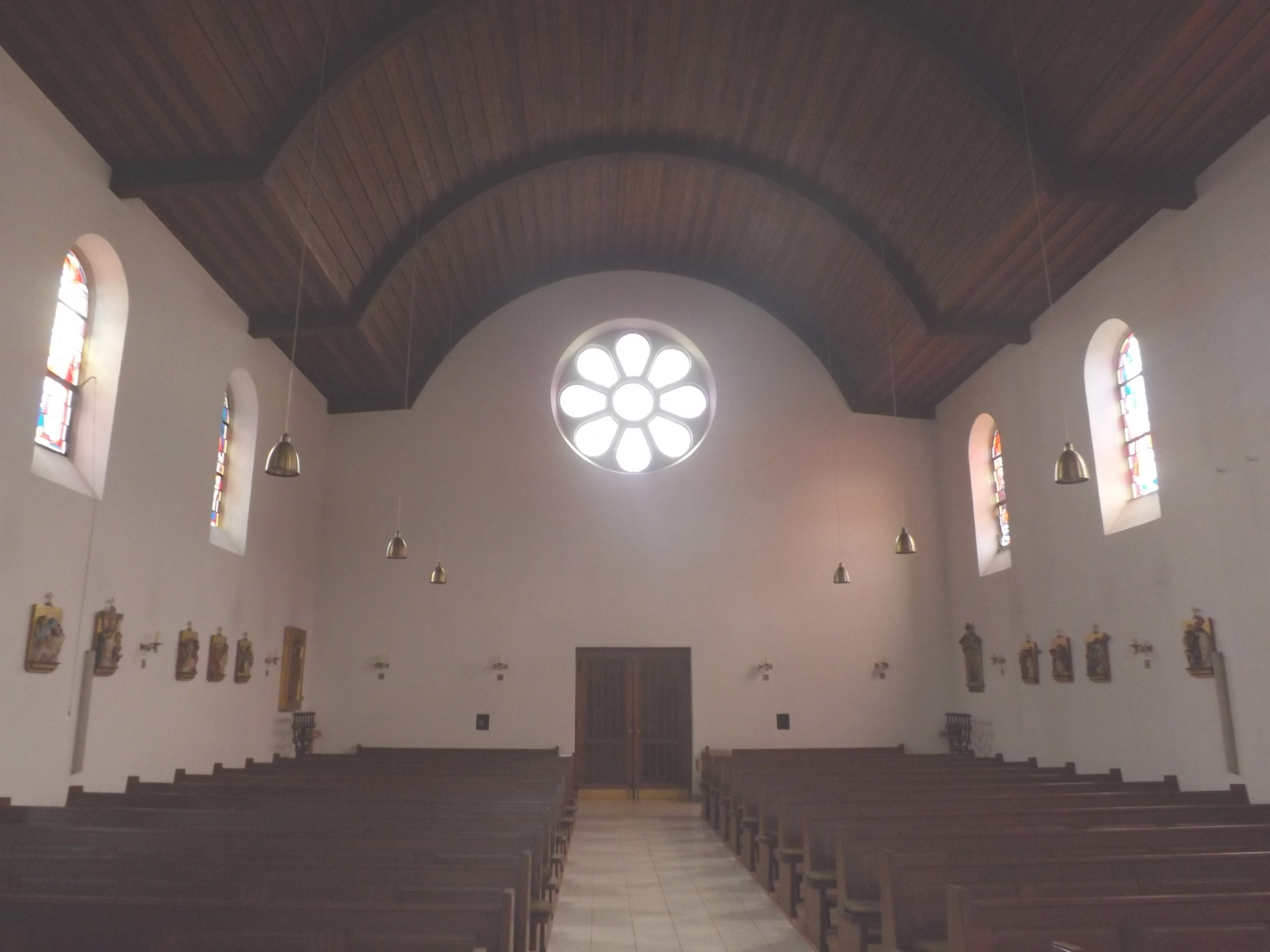
St. Servatius und St. Matthias Dahnen, Blick zum Hauptportal
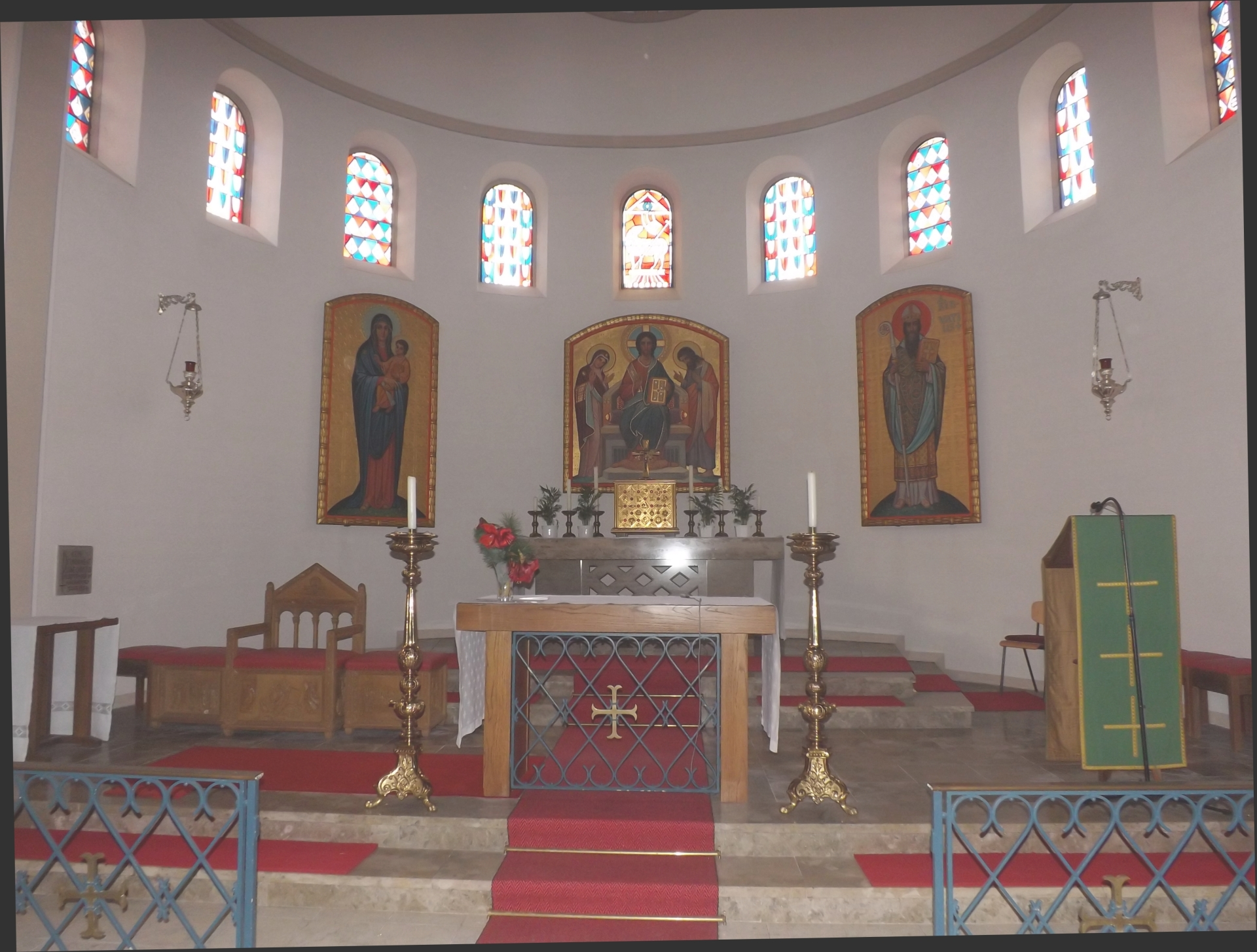
St. Servatius und St. Matthias Dahnen, Chorraum
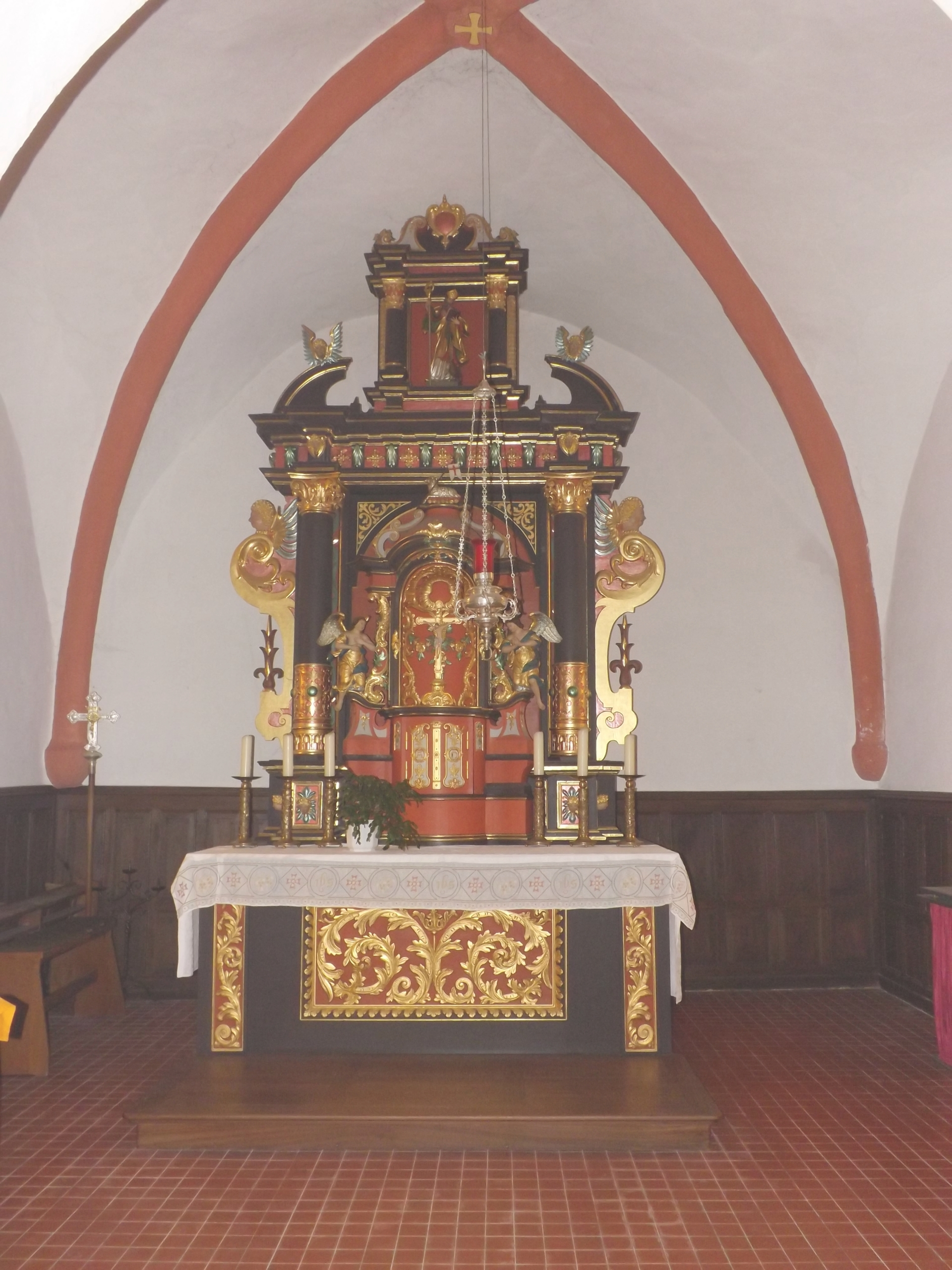
St. Servatius und St. Matthias Dahnen, Seitenaltar
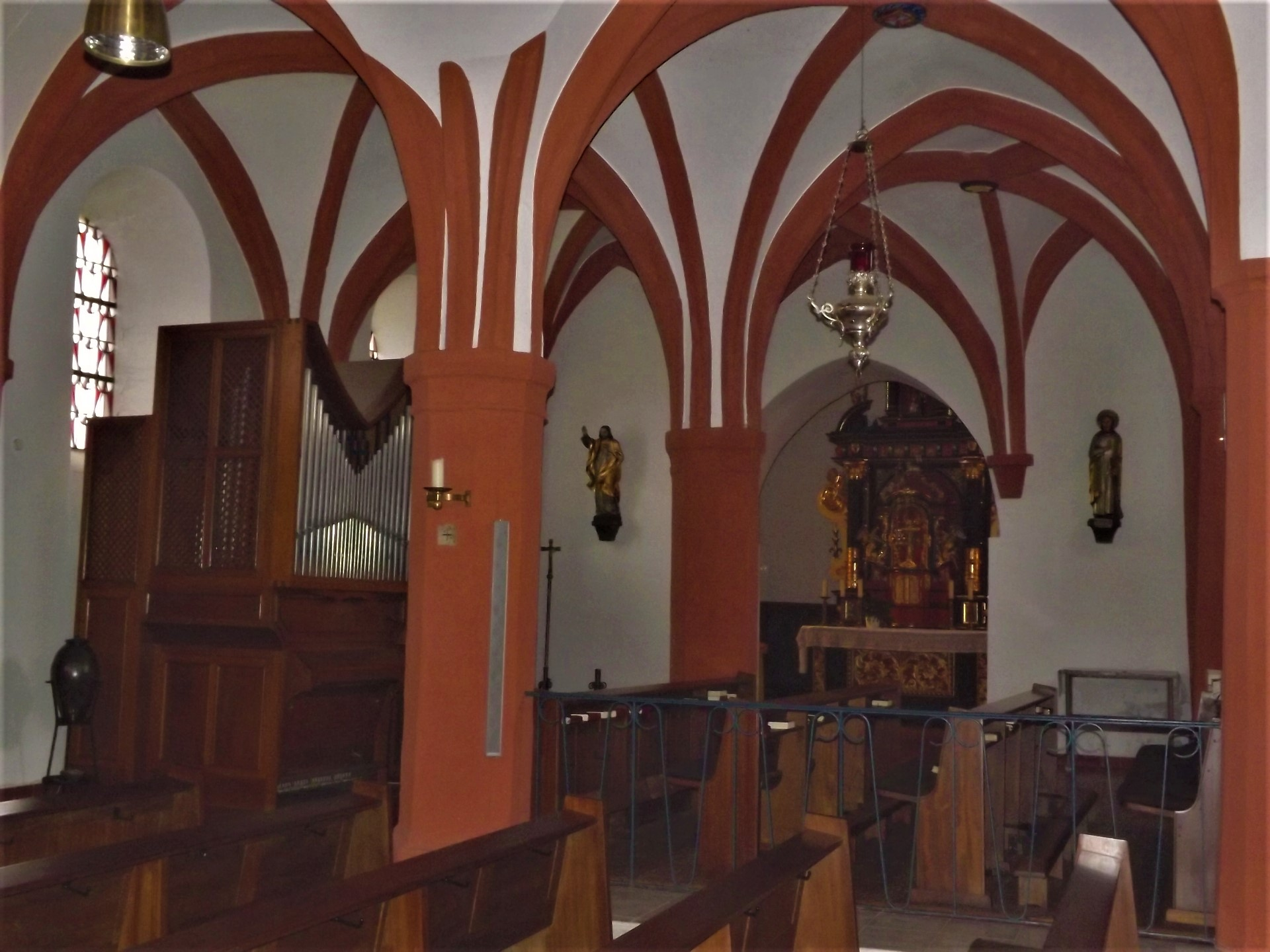
St. Servatius und St. Matthias Dahnen, Orgel und Seitenaltar

## Verkehr
Aus Süden und Norden erreicht man Dahnen über die Landesstraße 1 (L 1). Von Dahnen aus in südlicher Richtung führt die L 1 nach vier Kilometern auf die Bundesstraße 410 (B 410).

## In Dahnen geboren
- Michael Jovy (1882–1931), erster Oberbürgermeister von Gladbeck